# Імменройт
Імменройт (нім. Immenreuth) — громада в Німеччині, розташована в землі Баварія. Підпорядковується адміністративному округу Верхній Пфальц. Входить до складу району Тіршенройт.
Площа — 18,05 км2. Населення становить 1876 ос. (станом на 31 грудня 2020).